# Drake-Brockmania
Drake-Brockmania es un género de plantas herbáceas perteneciente a la familia de las poáceas. Es originario del este de África.

## Taxonomía
El género fue descrito por Otto Stapf y publicado en Bulletin of Miscellaneous Information Kew 1912: 197. 1912. La especie tipo es: Drake-Brockmania somalensis Stapf
Etimología
Drake-Brockmania: nombre genérico  

## Especies aceptadas
A continuación se brinda un listado de las especies del género Drake-Brockmania aceptadas hasta mayo de 2015, ordenadas alfabéticamente. Para cada una se indica el nombre binomial seguido del autor, abreviado según las convenciones y usos.	
- Drake-Brockmania haareri (Stapf & C.E.Hubb.) S.M.Phillips
- Drake-Brockmania somalensis Stapf